# スティグ・ベッゼル
スティグ・ベッゼル（Stig Wetzell 1945年10月7日- ）はフィンランドヴァーサ出身の元アイスホッケー選手。ポジションはゴールテンダー。
SMリーガで1967年から1983年までの16シーズンをHJKヘルシンキ、HIFKでプレーした。HIFK時代の1974年、1983年にはSMリーガ優勝を果たしている。
ヘルシンキで行われた1974年アイスホッケー世界選手権のチェコスロバキアとの試合でフィンランドのゴールを守った彼は試合後の尿検査でエフェドリンの陽性反応が出てドーピングと判断され大会から追放、5-2でフィンランドが勝った試合は0-5でチェコスロバキアの勝利となった。（この大会でフィンランドは銅メダルを獲得した。）
2004年に彼はフィンランドホッケー協会から謝罪を受け、フィンランドホッケー殿堂入りを果たした。